# Pulau Larapan
Pulau Larapan ist eine zum malaysischen Bundesstaat Sabah gehörende Insel in der zur Celebessee offenen Darvel Bay. Die Insel liegt etwa 11 Kilometer nordwestlich von Semporna. Die Insel erstreckt sich 2,4 Kilometer in nordöstlicher Richtung und ist bis zu 1,3 Kilometer breit. Im Südwesten erhebt sich ein bewaldeter Hügel, dessen Baumwipfel bis zu 61 m aufragen. Die Insel ist im Westen durch eine wenige hundert Meter schmale, schiffbare Meerenge von Pulau Silawa getrennt.

## Demografie
Auf der Insel befinden sich insgesamt zwei Siedlungen; Kg. Larapan und Kg. Larapan Hujung.